# Fuel (musikgrupp)
Fuel är ett amerikanskt hårdrocksband från Harrisburg, Pennsylvania som grundades 1989 av gitarristen och låtskrivaren Carl Bell. Bandet är mest känt för låtarna "Shimmer", "Hemorrhage (In My Hands)", "Bad Day" och "Falls On Me".

## Medlemmar

### Nuvarande
- Carl Bell – sologitarr, bakgrundssång (1989–2010, 2020–), kompgitarr (2006–2010, 2020)
- Kevin Miller – trummor (1998–2004, 2020–)
- Mark Klotz – kompgitarr, bakgrundssång (2020–)
- Tommy Nat – bas (2020–)
- Aaron Scott – sång (2022–)

### Tidigare medlemmar
- Brett Scallions – sång, kompgitarr (1993-2006, 2010–2020)
- Jeff Abercrombie – bas (1989–2010)
- Jody Abbott – trummor (1989–1998)
- Erik Avakian – keyboard (1993–1996)
- Toryn Green – sång (2006–2010)
- Tommy Stewart – trummor (2004–2010)
- Ken Schalk – trummor (2010–2013)
- Brad Stewart – bas (2010–2015)
- Andy Andersson – sologitarr, bakgrundssång (2011–2015)
- Shannon Boone – trummor (2013–2020)
- John Corsale – sång (2020–2022)

## Diskografi
- Sunburn (1998)
- Something Like Human (2000)
- Natural Selection (2003)
- Angels & Devils (2007)
- Puppet Strings (2014)
- Anomaly (2021)